# Podocerus chelonophilus
Podocerus chelonophilus är en kräftdjursart som först beskrevs av Édouard Chevreux och de Guerne 1888.  Podocerus chelonophilus ingår i släktet Podocerus och familjen Podoceridae. Inga underarter finns listade i Catalogue of Life.